# سرزمین خشک
سرزمین خشک (به انگلیسی: The Dry Land) یا تراژدی آمریکایی (به انگلیسی: American Tragic) فیلمی محصول سال ۲۰۱۰ و به کارگردانی رایان پیرس ویلیامز است. در این فیلم بازیگرانی همچون رایان اونان، آمریکا فررا، ویلمر والدراما، جیسون ریتر، ملیسا لیو، اتان سوپلی، جون دایان ری‌فیل، آنا کلاودیا تالانکون، ساشا اسپیلبرگ، بری شاباکا هنلی، بنیتو مارتینز، دیگو کلتنهاف و میستی اوپهام ایفای نقش کرده‌اند.